# Elasticitet (fysik)
 For alternative betydninger, se Elasticitet. (Se også artikler, som begynder med Elasticitet)
Elasticitet er reversibel deformation (dvs. ændring af form) af et materiale under påvirkning af en ydre kraft, hvor der med "reversibel" menes at materialet vender tilbage til sin oprindelige form efter deformationen. Det modsatte er plastisk deformation, som er en ikke-reversibel deformation, der forbliver også efter en aflastning af materialet.
Elasticitet kendes fra en lang række dagligdagsmaterialer som elastikker, gummi, metal (fjedre), plastic mm. Fælles for de fleste materialer er at de udviser elasticitet indtil et vist punkt, hvorefter materialet udviser plastisk deformation (dvs. ændrer form permanent) eller går i stykker.

## Matematisk behandling for små deformationer
Et isotropt lineært elastisk materiale er et specialtilfælde, hvor deformationen i det enaksede tilfælde kan udtrykkes som en lineær relation mellem den påtrykte belastning udtrykt ved en spænding {\displaystyle \sigma } og den tilhørende elastiske deformation udtrykt ved en tøjning {\displaystyle \epsilon }. Denne relation benævnes også Hookes lov og kan skrives som:
{\displaystyle \sigma =E\epsilon }
hvor E er Youngs modul (stivheden) af materialet. Ved en generel 3-dimensionel deformation kan denne relation udtrykkes ved den generelle Hookes lov
{\displaystyle \sigma _{ij}=L_{ijkl}\epsilon _{kl}}
her skrevet i tensornotation, hvor indekserne løber fra 1 til 3, og hvor der skal foretages summation over gentagne indeks. Tensorkomponenterne {\displaystyle \sigma _{ij}} og {\displaystyle \epsilon _{kl}} udtrykker henholdsvis den 3-dimensionelle spændings- og tøjningstilstand i materialet. De elastiske modulii er givet ved 
{\displaystyle L_{ijkl}={\frac {E}{1+\nu }}\left\{{\frac {1}{2}}\left(\delta _{ik}\delta _{jl}+\delta _{il}\delta _{jk}\right)+{\frac {\nu }{1-2\nu }}\delta _{ij}\delta _{kl}\right\}}.
hvor {\displaystyle \nu } er tværkontraktionen af materialet (Poissons forhold), mens {\displaystyle \delta _{ij}} er Kroneckers delta defineret ved at
{\displaystyle \delta _{ij}=1} for {\displaystyle i=j}
mens
{\displaystyle \delta _{ij}=0} for {\displaystyle i\neq j}.